# Bill Gates
Bill Gates, właśc. William Henry Gates III (wym. [ˈwɪljəm bɪl ˈhɛnɹɪ geɪts]; ur. 28 października 1955 w Seattle) – amerykański informatyk, przedsiębiorca, filantrop oraz współzałożyciel, główny architekt oprogramowania i były prezes zarządu korporacji Microsoft, którego pozostaje indywidualnym udziałowcem z ponad 9 procentami akcji zwykłych.
Należy do najbardziej znanych przedsiębiorców okresu rewolucji informatycznej. Choć cieszy się powszechnym uznaniem, jego podejście do prowadzenia interesów jest krytykowane jako antykonkurencyjne, co w niektórych przypadkach znalazło potwierdzenie w wyrokach sądowych. Od czasu, kiedy zgromadził swoją fortunę, Gates zaangażował się w szereg przedsięwzięć filantropijnych, przeznaczając duże sumy pieniędzy na potrzeby organizacji dobroczynnych i programów badań naukowych poprzez założoną w 2000 fundację Billa i Melindy Gatesów.
W latach 1995–2007 zajmował pierwsze miejsce w corocznym rankingu magazynu Forbes (The World’s Billionaires). Na szczyt listy wracał w 2009, 2014 i 2019 roku. W 2024 miał siódme miejsce, z majątkiem szacowanym na 128 miliardów dolarów.

## Życiorys
Urodził się w Seattle jako syn Williama Henry’ego II i Mary Maxwell Gatesów. Ojciec miał korzenie angielsko-niemieckie, a matka – szkockie. Jego rodzina była zamożna; ojciec był znanym prawnikiem, matka – businesswoman, zasiadającą m.in. w zarządzie First Interstate Bank. Matka Billa zmarła w 1994, a ojciec – w 2020.
Ma starszą siostrę, Kristi (Kristianne), i młodszą, Libby. Własne imię nosił jako czwarty w rodzinie, lecz znany był jako William Gates III lub „Trey”, ponieważ jego ojciec używał przyrostka „II”. Niektóre źródła podają, że Maxwell założyła dla Gatesa fundusz inwestycyjny na kwotę 1 mln dolarów. Biograf, który w 1993 przeprowadzał wywiady z Gatesem i jego rodzicami, nie znalazł na to żadnego potwierdzenia i uznał tę historię za jedną z wielu plotek na temat pochodzenia majątku Gatesa a sam Gates zaprzeczył temu w wywiadzie z 1994 i pośrednio, w jego własnej książce The Road Ahead z 1995.
W szkole podstawowej był wyróżniającym się uczniem, szczególnie w matematyce i innych naukach ścisłych. W wieku 13 lat rozpoczął naukę w Lakeside School, ekskluzywnym prywatnym liceum w Seattle. Kiedy był w ósmej klasie, matki uczniów z Lakeside za pieniądze uzyskane z urządzonej wyprzedaży staroci kupiły terminal ASR-33 i zarezerwowały czas dostępu do komputera należącego do General Electric. Gates zainteresował się programowaniem w BASICu na tym komputerze i aby móc poświęcić temu więcej czasu, został zwolniony z zajęć matematyki. Gdy dofinansowanie Mothers Club wyczerpało się, Gates wraz z innymi uczniami zaczęli poszukiwać czasowego dostępu do innych systemów, m.in. na minikomputerach DEC PDP. Jednym z takich komputerów był PDP-10 należący do Computer Center Corporation (CCC), do którego uczniom Lakeside zabroniono dostępu, kiedy złapano ich na wykorzystywaniu błędów w systemie operacyjnym, aby uzyskać bezpłatny czas komputerowy.
Pod koniec trwania zakazu uczniowie Lakeside (Gates, Paul Allen, Ric Weiland i Kent Evans) zaproponowali CCC, że będą wyszukiwać błędy w oprogramowaniu w zamian za bezpłatny dostęp do komputera. Zamiast korzystać z systemu przez zdalny terminal, Gates pracował w siedzibie CCC i sprawdzał kod źródłowy różnych programów, także napisanych w językach innych niż BASIC (były to m.in. Fortran, LISP i język maszynowy). Współpraca z CCC trwała do 1970, kiedy firma uległa likwidacji.
Rok później firma Information Sciences Inc. zatrudniła uczniów Lakeside do napisania w języku COBOL programu służącego do zarządzania listą płac. Prócz czasu komputerowego młodzież otrzymała honorarium autorskie. W wieku 14 lat Gates podjął się z Allenem nowego przedsięwzięcia o nazwie Traf-O-Data. Jego celem miało być stworzenie urządzenia do pomiaru ruchu ulicznego na bazie procesora Intel 8008. Gates zarobił na tym 20 000 dolarów, jednak, gdy wydało się, że ma 14 lat, przedsięwzięcie straciło początkową dynamikę.
Działał w Związku Skautów Amerykańskich, gdzie osiągnął drugi najwyższy stopień Life Scout. Według niesprawdzonych informacji otrzymał 1590 punktów na 1600 możliwych na egzaminach SAT (średni wynik dla całego kraju oscyluje wokół 1000 punktów).
Jesienią 1973 zapisał się na Uniwersytet Harvarda z zamiarem otrzymania licencjatu umożliwiającego ubieganie się o przyjęcie na wydział prawa,
lecz wkrótce z tego planu zrezygnował. Podczas pobytu na Harvardzie poznał swojego przyszłego wspólnika, Stevena Ballmera, którego w 2000 mianował dyrektorem generalnym Microsoftu. W tym samym czasie był współautorem publikacji naukowej na temat algorytmów z informatykiem Christosem Papadimitriou.

## Microsoft

### BASIC
Po lekturze egzemplarza czasopisma „Popular Electronics” ze stycznia 1975, który przedstawiał na swoich łamach Altair 8800, Gates skontaktował się z firmą MITS, twórcą tego mikrokomputera i zawiadomił ich, że wraz z grupą znajomych pracuje nad interpreterem języka BASIC na tę platformę. W rzeczywistości, Gates i Allen nie posiadali mikrokomputera Altair i nie programowali na nim. Chcieli po prostu sprawdzić zainteresowanie firmy MITS tym tematem. W odpowiedzi prezes firmy Ed Roberts zaprosił ich na próbną prezentację. Następnie w ciągu kilku tygodni stworzyli najpierw emulator Altaira, który uruchomili na minikomputerze, a potem napisali interpreter BASICa. Pokaz w siedzibie MITS w Albuquerque udał się, co skutkowało podpisaniem przez programistów kontraktu z firmą na rozprowadzanie interpretera razem z mikrokomputerem pod nazwą Altair BASIC. Paul Allen został zatrudniony przez MITS, a Gates wziął urlop z Harvardu, aby z nim współpracować. Swoją powstałą w listopadzie spółkę osobową nazwali „Micro-soft” (kontaminacja angielskich słów microcomputer – mikrokomputer i software – oprogramowanie). W ciągu następnego roku łącznik zniknął z nazwy przedsiębiorstwa i 26 listopada 1976 r. nazwa „Microsoft” została zarejestrowana w Urzędzie Patentów i Znaków Towarowych USA.
BASIC Microsoftu był popularny wśród komputerowych pasjonatów, jednak Gates odkrył, że nieoficjalnie („piracko”) dystrybuowana była także jego wczesna kopia. W lutym 1976 roku Gates opublikował Open Letter to Hobbyists w newsletterze MITS, twierdząc, iż MITS nie może kontynuować produkcji, dystrybucji i utrzymywania wysokiej jakości swoich produktów bez pobierania za nich opłat. List wywołał krytyczne reakcje w środowisku programistów, jednak Gates pozostał w swym przekonaniu, iż twórcy oprogramowania powinni uzyskiwać zyski z jego sprzedaży. Pod koniec 1976 roku firma Microsoft uniezależniła się od MITS i w dalszym ciągu zajmowała się produkcją narzędzi programistycznych na różne systemy operacyjne.
W pierwszych latach istnienia Microsoftu wszyscy pracownicy mieli znaczny wpływ na działalność firmy. Gates zajmował się biznesową stroną działalności firmy, ale także nadal programował. Przez pierwsze pięć lat osobiście sprawdzał każdą linijkę kodu stworzoną przez firmę i często dokonywał w nim zmian, jeśli tylko uważał to za stosowne.

### Partnerstwo z IBM
W 1980 IBM zwrócił się do Microsoftu z propozycją napisania interpretera BASICa dla planowanego komputera osobistego – IBM PC. Gdy przedstawiciele IBM wspomnieli, że poszukują także systemu operacyjnego, Gates skierował ich do firmy Digital Research (DRI), twórców szeroko stosowanego systemu operacyjnego CP/M. Negocjacje IBM z Digital Research przebiegały opornie i ostatecznie nie osiągnięto porozumienia licencyjnego. Przedstawiciel IBM Jack Sams wspomniał o tym podczas następnego spotkania z Gatesem i polecił mu stworzenie akceptowalnego systemu operacyjnego. Gates postanowił wykorzystać 86-DOS, podobny do CP/M system operacyjny, stworzony przez Tima Patersona z firmy Seattle Computer Products i przeznaczony do sprzętu komputerowego podobnego do PC. Microsoft wykupił za 50 tys. dolarów prawa do 86-DOS-a i zaadaptował go do użycia na komputerach osobistych. Gotowy produkt, nazwany MS-DOS, firma dostarczyła do IBM. Umowa licencyjna zawarta przez przedsiębiorstwa dawała IBM prawo do sprzedaży i rozwijania systemu pod nazwą PC-DOS. Gates nalegał, by umowa pozostawiała przy Microsofcie prawa majątkowe do systemu MS-DOS, ponieważ sądził, że inni producenci sprzętu komputerowego będą kopiować system IBM-u. Tak się stało i sprzedaż MS-DOSu sprawiła, że Microsoft stał się jednym z głównych graczy w tym sektorze rynku.

### Strategia i zarządzanie
Od założenia Microsoftu w 1975 do 2006 miał decydujący głos w strategii biznesowej firmy. Dążył do poszerzenia zestawu produktów Microsoftu, a gdy Microsoft zyskiwał dominującą pozycję, Gates zaciekle jej bronił. Wiele decyzji, które doprowadziły do oskarżeń o łamanie amerykańskiego prawa antymonopolowego w związku z praktykami biznesowymi Microsoftu, miało akceptację Gatesa. W sprawie sądowej z 1998 złożył zeznanie, które kilku dziennikarzy określiło jako wymijające. Kłócił się ze śledczym Davidem Boiesem o definicje słów, takich jak: konkurować, zainteresowany, pytać i my. „BusinessWeek” zrelacjonował:

Początek zeznań pokazuje go jako dającego wymijające, pokrętne odpowiedzi i powtarzającego zwrot „nie pamiętam” tak często, że nawet sędzia przewodniczący zaczynał chichotać. Co gorsze, wiele z jego zaprzeczeń i usprawiedliwień było natychmiastowo obalanych przez prokuratorów dzięki wycinkom e-maili, które Gates wysyłał i odbierał.

Zeznania Gatesa były szeroko komentowane w prasie ze względu na wymijające odpowiedzi i tłumaczenie się brakiem pamięci. Później tłumaczył, że swoimi zeznaniami opierał się staraniom Boiesa, który miał błędnie odczytywać znaczenie jego wypowiedzi i działań. Pomimo zaprzeczeń Gatesa, sędzia orzekł, że Microsoft dopuścił się monopolizacji i niesprawiedliwej konkurencji, łamiąc tym samym ustawę Shermana.
Jako dyrektor Gates regularnie spotykał się z wysokimi rangą kierownikami. Większość relacji z pierwszej ręki przedstawia go jako człowieka nieprzyjaznego, besztającego podwładnych za błędy dostrzeżone w ich strategiach biznesowych czy propozycje narażające długoterminowe interesy firmy na ryzyko. Według doniesień zwykł krzyczeć na pracowników, nie pozwalając im kontynuować. Jego uwagi miały brzmieć „To najgłupsza rzecz, jaką kiedykolwiek słyszałem” i „Dlaczego po prostu nie zrezygnujesz i nie dołączysz do Korpusu Pokoju?” Gates jednak był także znany z wycofywania się ze swoich uwag, gdy spotykały się ze szczerymi i bezpośrednimi odpowiedziami. Gdy podwładni zdawali się zwlekać, żartował: „Chcesz, bym zrobił to w weekend?”
Rola Gatesa w Microsofcie przez większość czasu była kierowniczo-wykonawcza. Jednakże na początku był aktywnym autorem oprogramowania. Oficjalnie nie znajdował się w zespole programistów od czasu prac nad TRS-80 Model 100, ale pisał kod aż do 1989.
15 czerwca 2006 ogłosił, że przez najbliższe dwa lata będzie stopniowo wycofywał się z pełnionej przez siebie funkcji, by móc poświęcać więcej czasu na działalność dobroczynną. Swoje dotychczasowe obowiązki podzielił między Raya Ozziego, któremu powierzył codzienne zarządzanie przedsiębiorstwem, i Craiga Mundiego, który zajął się długofalową strategią Microsoftu. Jedną z ostatnich inicjatyw Gatesa przed ogłoszeniem swojego odejścia było stworzenie w Microsofcie grupy zajmującej się oprogramowaniem dla robotów.

## Życie osobiste

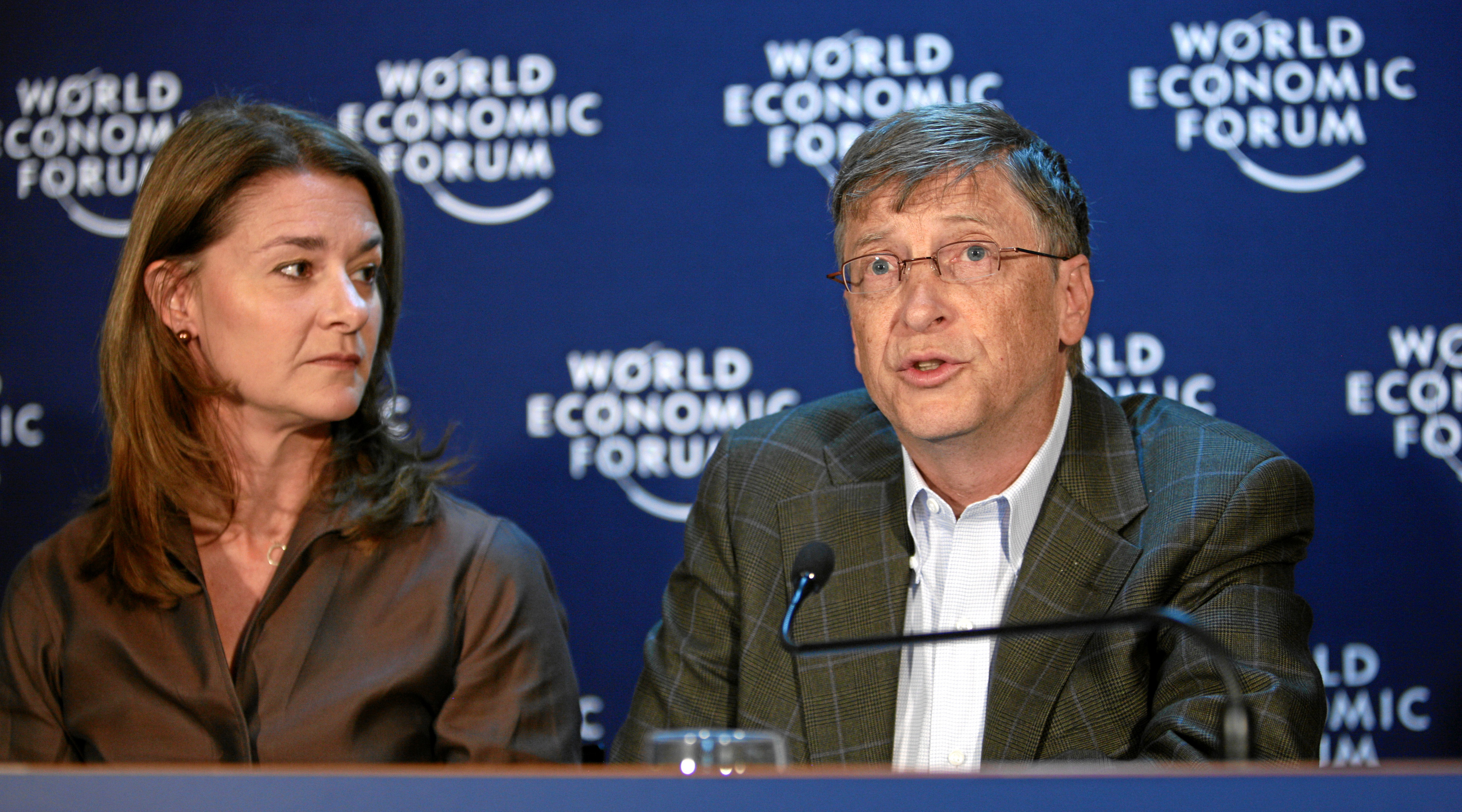
Bill Gates z żoną, 2009

W 1987 na konferencji prasowej firmy Microsoft na Manhattanie poznał Melindę French. Ich ślub odbył się 1 stycznia 1994. Mają trójkę dzieci: Jennifer Katharine Gates (ur. 1996), Rory’ego Johna Gatesa (ur. 1999) i Phoebe Adele Gates (ur. 2002). 3 maja 2021, po 27 latach małżeństwa i 34 latach związku, rozstał się z żoną. Przyczyny rozstania nie zostały upublicznione, a para przyznaje, że będzie współpracować w pracy charytatywnej.
Posiadłość Gatesa to nowoczesny dom osłonięty ziemią, zlokalizowany na zboczu wzgórza górującego nad Jeziorem Washington w Medinie w stanie Waszyngton. Zgodnie z opublikowanymi informacjami hrabstwa King w 2006, wartość domu i ziemi wynosiła 125 milionów dolarów, a roczny podatek – 991 tys. dolarów Do Gatesów należy także Kodeks Leicester, napisany przez Leonarda da Vinci, zakupiony za 30,8 mln dolarów na aukcji w 1994.
Adres e-mail Gatesa jest opublikowany, w 2004 przyszło na niego ok. 4 mln e-maili, z czego większość była spamem. Przedsiębiorca powiedział, że większość z tych e-maili „oferuje pomoc w wyjściu z długów lub w zostaniu bogatym, co mogłoby być śmieszne, gdyby nie było tak irytujące”.

### Majątek i inwestycje

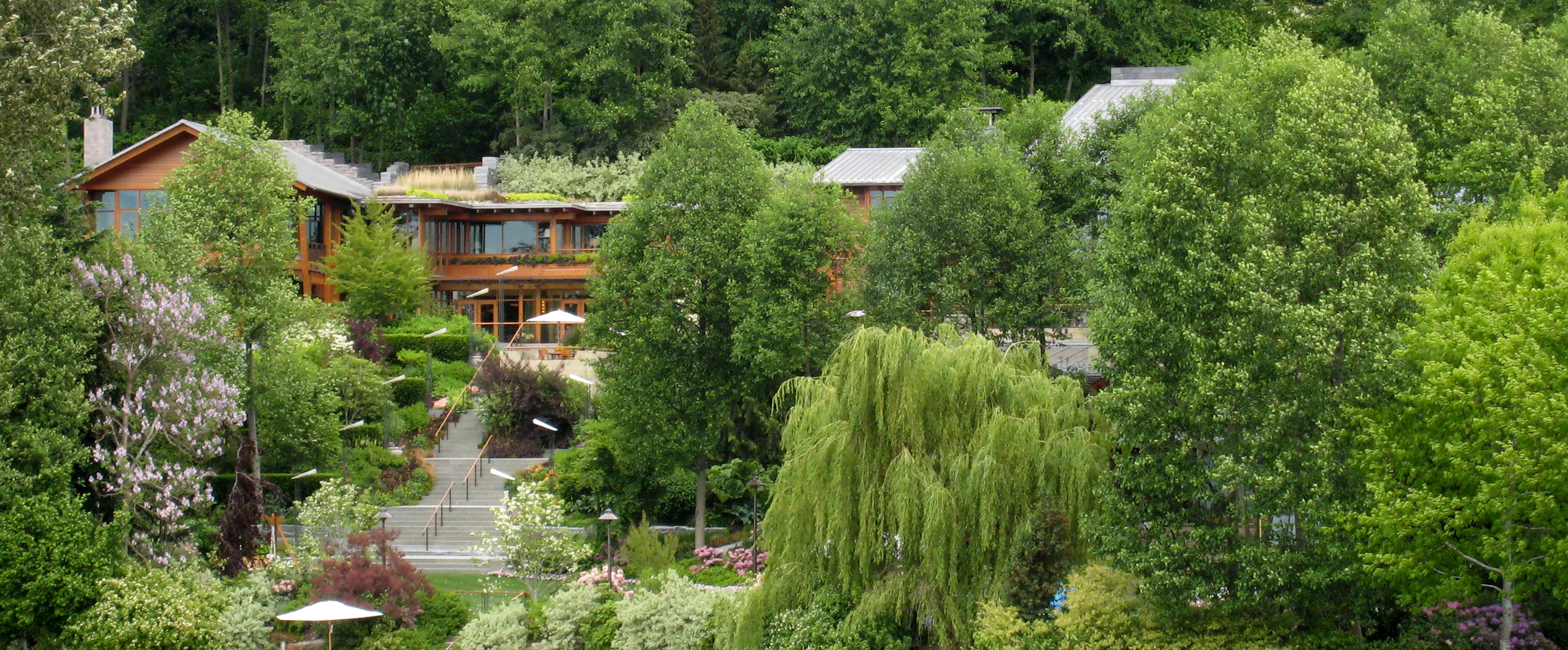
Posiadłość Billa Gatesa w Medinie. Widok od strony Jeziora Washington

Gates był pierwszym na liście 400 najbogatszych Amerykanów Forbesa od 1993 do 2007 i pierwszym na liście miliarderów od 1995 do 2007, posiadając 58 mld dolarów amerykańskich. W 1999 majątek Gatesa przekroczył wartość 100 mld dolarów, w konsekwencji czego media zaczęły określać go jako „centymiliardera”. Od 2000 wartość nominalna jego udziałów w Microsofcie malała ze względu na ogólny spadek cen akcji spółki, spowodowany pęknięciem bańki internetowej i wielomiliardowymi darowiznami, jakie Gates przeznaczył na cele dobroczynne. W wywiadzie w maju 2006 Gates powiedział, że wolałby nie być najbogatszym człowiekiem na świecie, twierdząc, iż nie lubi związanej z tym zwróconej na niego uwagi.
Gates posiada kilka inwestycji poza Microsoftem, które w 2006 przyniosły mu zysk w wysokości 966 667 dolarów. W 1989 założył firmę Corbis, zajmującą się grafiką. W 2004 został dyrektorem Berkshire Hathaway, zarządzanej przez jego wieloletniego przyjaciela Warrena Buffetta. Jest klientem Cascade Investment Group, przedsiębiorstwa zarządzania majątkiem.
Według Forbesa w 2007 szacunkowa wycena majątku Gatesa sięgała kwoty ponad 58 mld dolarów. W 2008 znalazł się na trzecim miejscu listy, w 2009 powrócił na pierwsze miejsce rankingu z majątkiem wyliczonym na ok. 40 mld dolarów, w latach 2010–2013 plasował się na drugim miejscu listy, a w 2014 ponownie wrócił na pierwszą pozycję, z majątkiem w wysokości 76 mld dolarów. W październiku 2019, po dwóch latach przerwy, ponownie został najbogatszym człowiekiem na świecie, jego majątek wynosił 110 mld dolarów. W 2024 roku magazyn Forbes wycenił jego majątek na kwotę 128 mld dolarów, co dało mu siódmą pozycję.

### Filantropia
W 2000 roku Gates założył wraz z żoną fundację Billa i Melindy Gatesów. Znaczny wpływ na to miała hojność i wielka filantropia Davida Rockefellera, z którym Gates spotkał się kilkanaście razy. Fundacja zapewnia środki na stypendia naukowe dla słabo reprezentowanych mniejszości, zapobieganie AIDS i innym chorobom powszechnym w krajach trzeciego świata oraz na inne dobroczynne cele. W 2000 roku fundacja wspomogła University of Cambridge kwotą 210 mln dolarów do wykorzystania w ramach projektu Gates Cambridge Scholarships. Fundacja podarowała też około 7 mld dolarów na różne cele. Według artykułu magazynu „Forbes” z 2004 roku, Gates przekazał w latach 2000–2004 na cele charytatywne ponad 29 mld dolarów. Jego darowizny są zwykle przytaczane jako wywołujące pokaźną zmianę w nastawieniu bogatych ludzi do filantropii, która zaczęła stawać się wśród nich normą.
19 czerwca 2006 roku ogłosił, że przejdzie na niepełnoetatowe stanowisko w Microsofcie, porzucając codzienne zarządzanie działaniami w lipcu 2008 roku, aby bardziej skoncentrować się na filantropii.
To Warren Buffett, według Gatesa, skłonił go do poświęcenia się działalności charytatywnej. Wkrótce potem Buffett ogłosił, że będzie wpłacał na rzecz Gates Foundation identyczne sumy jak Gates, do 1,5 mld dolarów na rok. Po tym oświadczeniu Buffeta, 25 czerwca 2006 roku, Gates podarował mu kopię Bogactwa narodów Adama Smitha.
24 stycznia 2008 roku Gates powiedział:

Adam Smith, ojciec kapitalizmu i autor «Bogactwa narodów», wierząc mocno w wartość korzyści własnej dla społeczeństwa, rozpoczął swoją pierwszą książkę słowami: «Bez względu na przypuszczania, jakim samolubem może się człowiek stać, są jednak wyraźne zasady w jego naturze, dzięki którym los innych jest dla niego ważny i dzięki czemu szczęście innych jest mu niezbędne, mimo że to nie dostarcza mu nic więcej poza obserwowaniem radości innych».

Gates mówił raczej o „kreatywnym” niż „nieograniczonym” lub leseferycznym kapitalizmie.

Twórczy kapitalizm wiąże interes innych i nasz własny w sposób, który pozwala rozwinąć się obu. Ten silnik hybrydowy własnej korzyści i troski o innych może służyć znacznie większemu kręgowi ludzi, niż stworzony tylko przez własną korzyść lub troskę tylko o siebie.

13 marca 2020 roku Microsoft ogłosił, że Gates opuścił także zarząd, aby skupić się na działalności charytatywnej.
W lipcu 2022 potwierdził zobowiązanie, które przyjął inicjując kampanię The Giving Pledge, ogłaszając na swym kanale w Twitterze, że planuje przekazać „praktycznie cały swój majątek” fundacji i „opuścić listę najbogatszych ludzi świata”.

## Nagrody i uznanie

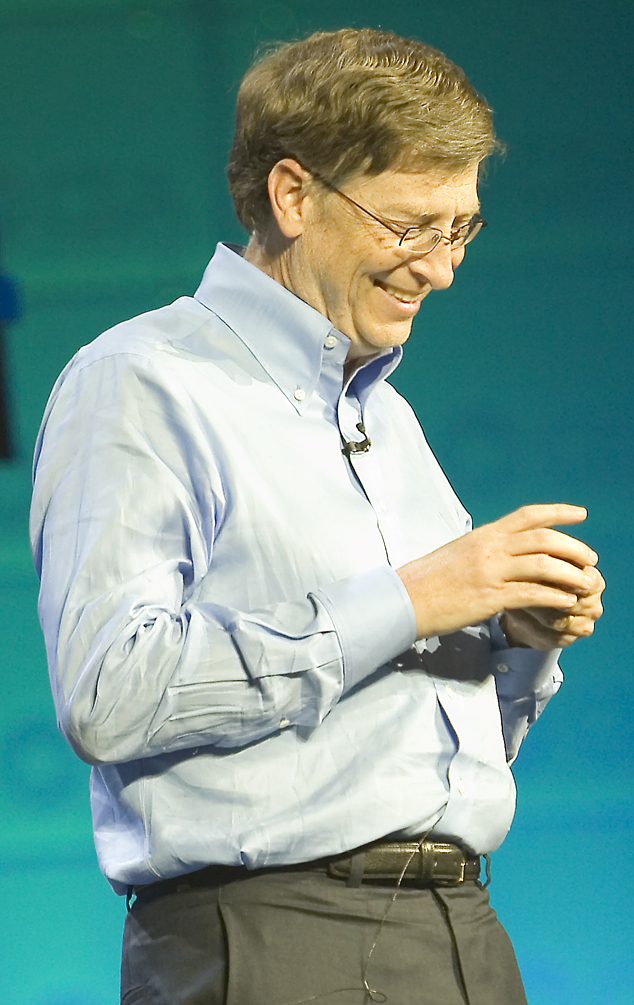
Bill Gates na Consumer Electronics Show, 8 stycznia 2007

Według tygodnika „Time” Gates należy do 100 ludzi, którzy najbardziej wpłynęli na losy świata w XX wieku oraz był jednym ze 100 najbardziej wpływowych ludzi w latach 2004, 2005 i 2006. „Time” uznał także wspólnie Gatesa, jego żonę Melindę i wokalistę grupy U2 Bono za Ludzi Roku 2005 w uznaniu ich działalności humanitarnej (określając ich mianem „Miłosiernych Samarytan”). Gates znalazł się także na 8. pozycji na liście „bohaterów naszych czasów” stworzonej w 2006 przez tygodnik New Statesman.
W 1999 r. znalazł się na liście „Power list” „The Sunday Times”, został nazwany „CEO roku” przez „Chief Executive Officers magazine” w 1994, był pierwszy na liście „Top 50 Cyber Elite” magazynu „Time” w 1998, drugi na liście „Elite 100” magazynu Upside oraz był jednym ze 100 wpływowych ludzi w mediach (ang. „Top 100 influential people in media”) według „The Guardian” w 2001.
W 1996 został doktorem honoris causa breukeleńskiego Uniwersytetu Nyenrode, ponadto posiada ten tytuł z ramienia sztokholmskiego Królewskiego Instytutu Technicznego (od 2002), tokijskiego Uniwersytetu Waseda, Uniwersytetu Harwarda (od 2007) i Instytutu Karolinska (od 2008). Królowa Elżbieta II w 2005 nadała mu także tytuł Kawalera Komandora Orderu Imperium Brytyjskiego (KBE). Jego imieniem został także nazwany gatunek muchy Eristalis gatesi (Mucha Billa Gatesa).
Wygłaszał przemówienia programowe na targach Fall COMDEX w 1983, 1985, 1988, 1990, 1994 i co roku od 1996 do 2003.
4 maja 2006 wraz z żoną otrzymali Nagrodę Księcia Asturii w dziedzinie międzynarodowej współpracy w akcie uznania dla ich ogólnoświatowego wpływu na działania dobroczynne. W listopadzie 2006 Gatesowie zostali odznaczeni meksykańskim Orderem Orła Azteckiego za ich międzynarodową filantropijną działalność w zakresie zdrowia i edukacji, w szczególności w ramach meksykańskiego programu „Un país de lectores”.
W 2007 otrzymał Krzyż Komandorski Orderu Gwiazdy Rumunii.
W listopadzie 2016 wraz z żoną zostali odznaczeni przez prezydenta Obamę Medalami Wolności.

## Książki
Jest autorem książek:
- Droga ku przyszłości” (wraz z Nathanem Myhrvoldem i Peterem Rinerasonem), wydana w roku 1995[71],
- Biznes szybki j@k myśl (wraz z Collinsem Hemingwayem), wydana w roku 1999[72],
- Jak ocalić świat od katastrofy klimatycznej. Rozwiązania, które już mamy, zmiany, jakich potrzebujemy, wydana w roku 2021[73].

Pierwsze dwie pozycje omawiają obserwowane oczami doświadczonego informatyka i menedżera zmiany w technice (informatyce i pokrewnych) oraz jej rozwój, a także wpływ na kulturę. Szereg z przewidywań autorów – opisanych szczególnie w drugiej pozycji – zostało uznanych za bardzo trafne z perspektywy czasu (w szczególności dotyczące roli Internetu, urządzeń mobilnych, udoskonalanej interakcji człowiek-maszyna, a także sztucznej inteligencji).

## Odwołania w kulturze

### Film
- W fabularyzowanym dokumencie z 1999 Piraci z Krzemowej Doliny Bill Gates jest jednym z głównych bohaterów. Jego rolę odtwarza Anthony Michael Hall.
- W thrillerze konspiracja.com z 2001 występuje bohater oparty na postaci Billa Gatesa.
- Film Nothing So Strange(inne języki) z 2002 bazuje na fikcyjnym wątku morderstwa Billa Gatesa w Los Angeles[75].
- W animowanej komedii South Park: Bigger, Longer, Uncut Bill Gates zostaje zastrzelony przez generała po tym, jak podczas prezentacji ataku na Kanadę system operacyjny (Windows 98) się zawiesza. Z kolei w odcinku zatytułowanym A Song of Ass and Fire przejmuje on z powrotem stanowisko prezesa Microsoftu, zabijając Steve’a Ballmera[76].
- W filmie Wiadomości bez cenzury Michael Delaney gra parodię Gatesa – Gilla Batesa.
- W serialu Simpsonowie Bill Gates występował gościnnie w odcinku „Das Bus”, w którym chciał kupić firmę Homera.
- W jednym z odcinków serialu „Marvin Marvin” produkcji Nickelodeon został wspomniany Bill Gates. Dziadek Henry’ego – George znalazł na lotnisku walizkę założyciela Microsoftu, a potem powiedział o tym swojemu wnukowi Henry’emu.

### Muzyka
Libreciści Jordan Allen-Dutton i Erik Weiner oraz kompozytor Hal Goldberg przygotowywali musical o Billu Gatesie i Stevie Jobsie zatytułowany Nerds://A Musical Software Satire. Prywatne przedstawienie odbyło się 30 lipca 2007.